# 富士电视ONE TWO NEXT
富士电视ONE TWO NEXT（日语：フジテレビONE TWO NEXT）是指在日本由富士电视株式会社所有并运营的专业电视频道统称。

## 频道概况
目前，富士电视ONE TWO NEXT主要经营三条电视频道：
- 富士电视ONE 体育·综艺频道（日语：フジテレビONE）
  - 1999年4月1日，频道开播，当时频道名为“富士电视739频道（フジテレビ739）”。
  - 2009年4月1日，频道更名为“富士电视ONE频道”。
  - 2012年4月1日，频道更名为“富士电视ONE 体育·综艺频道”。
  - 频道标志为食指；代表色为蓝色。
  - 在SKY PerfecTV! 付费服务（日语：スカパー!プレミアムサービス）频道表里，富士电视ONE 体育·综艺频道标清版是739频道，而高清版则是614频道。
- 富士电视TWO 动画·影视频道（日语：フジテレビTWO）
  - 1998年4月25日，频道开播，当时频道名为“富士电视721频道（フジテレビ721）”。
  - 1998年7月1日，频道变为收费频道。
  - 2009年4月1日，频道更名为“富士电视TWO频道”。
  - 2012年4月1日，频道更名为“富士电视TWO 动画·影视频道”。
  - 频道标志为食指和中指；代表色为红色。
  - 在SKY PerfecTV! 付费服务（日语：スカパー!プレミアムサービス）频道表里，富士电视TWO 动画·影视频道标清版是721频道，而高清版则是615频道。
- 富士电视NEXT 直播·付费频道（日语：フジテレビNEXT）
  - 2008年4月1日，频道开播，当时频道名为“富士电视CSHD频道（フジテレビCSHD）”。
  - 2009年4月1日，频道更名为“富士电视NEXT道”并转型为收费频道。
  - 2012年4月1日，频道更名为“富士电视NEXT 直播·付费频道”。
  - 频道标志为拇指和食指；代表色为绿色。
  - 在SKY PerfecTV! 付费服务（日语：スカパー!プレミアムサービス）频道表里，富士电视NEXT 直播·付费频道标清版是704频道，而高清版则是613频道。

## 主要节目
| 节目名称                             | 类型        | 播出频道 | 播出频道 | 播出频道 | 备注 |
| 节目名称                             | 类型        | ONE      | TWO      | NEXT     | 备注 |
| ------------------------------------ | ----------- | -------- | -------- | -------- | --- |
|                                      | 音乐        | 是       | 是       | 是       | |
| F1大奖赛                             | 体育        | 否       | 否       | 直播     | |
| F1 Grand Prix News                   | 体育        | 否       | 否       | 直播     | |
| J联赛 YBC莱文杯                      | 体育        | 是       | 是       | 是       | 2009年以ONE为核心；2010年－2011年以TWO为核心；2012年到现在以NEXT为核心。                                      |
| 意大利足球甲级联赛                   | 体育        | 否       | 独家     | 否       | |
| 高尔夫 亚洲巡回赛高光时刻            | 体育        | 是       | 否       | 是       | |
| E Sport!                             | 体育        | 是       | 否       | 否       | |
| 全日本排球高等学校选手权大会         | 体育        | 是       | 是       | 是       | |
| 游戏中心CX                           | 综艺        | 是       | 否       | 精华版   | |
| 恋爱巴士2                            | 综艺        | 重播     | 首播     | 否       | |
| 向谷铁道俱乐部                       | 综艺        | 重播     | 否       | 首播     | |
| 铁道便当俱乐部                       | 综艺        | 重播     | 重播     | 首播     | 《向谷铁道俱乐部》衍生节目。各频道播出的版本均有字幕。                                                        |
| 咖喱老大的华丽名店                   | 综艺        | 首播     | 否       | 重播     | |
| 爱情这么奢侈的东西会降临到我身上吗？ | 影视        | 重播     | 首播     | 重播     | |
| 有关富士电视出品电影的宣传节目       | 影视        | 是       | 是       | 是       | 电影首播时还会直播首映礼。首映礼也会在日本电影频道转播；与关西电视台合作的电影则也会在关西电视☆京都频道转播。 |
| 男欧巴桑＋（黄铜）                   | 资讯 / 其他 | 是       | 是       | 是       | 2012年4月起更名为《男欧巴桑L》在富士电视TWO及NEXT播出。                                                       |
| 男欧巴桑×（十字）                    | 资讯 / 其他 | 是       | 是       | 否       | |
| 岸朝子精选“东京五星纪念品”           | 资讯 / 其他 | 否       | 否       | 是       | 过去也曾在富士电视ONE和TWO播出过。                                                                            |
| 美国铁人料理                         | 资讯 / 其他 | 是       | 否       | 是       | 《铁人料理》的美国版。                                                                                        |
| 超值资讯！特搜高级版                 | 资讯 / 其他 | 是       | 是       | 否       | |
| 拆解·揭秘                            | 资讯 / 其他 | 是       | 否       | 是       | |
| 拉面WalkTV2                          | 资讯 / 其他 | 是       | 是       | 否       | |
| 我们去温泉吧                         | 资讯 / 其他 | 是       | 否       | 是       | |
| 真实鬼话俱乐部                       | 资讯 / 其他 | 是       | 是       | 是       | |

## 跨界合作
日本报纸及电视杂志主要刊登富士电视ONE和富士电视TWO的节目表，不过也有一些杂志会刊登富士电视NEXT的节目表。另外，某些报纸会将富士电视ONE、TWO及NEXT的节目表归类到有线电视频道类别里，此时还会备注“付费频道”。
一些刊登富士电视ONE、TWO及NEXT频道节目表的主要报刊：
- 《产经新闻》——2014年1月6日开始刊登。东京本社版和静冈县特别版有刊登；大阪本社版、九州特别版和山口特别版因篇幅所限而未刊登。
- 《产经体育（东京版）》
- 《体育报知（关东版）》
- 《北国新闻》
- 《富山新闻（日语：富山新聞）》
- 《月刊SKY PerfecTV! Premium Service（日语：スカパー!プレミアムサービス）电视指南》（东京新闻通信社出版）
- 《月刊SKY PerfecTV!电视指南 BS＋CS》（东京新闻通信社）
- 《数字电视指南》（东京新闻通信社）
- 《月刊The Hi-Vision》（角川杂志（日语：角川マガジンズ）出版）